# Classe Gremyaščij
La classe Gremyaščij altresì nota come Progetto 20385 (in cirillico: проекта 20385 Гремящий, nome in codice NATO: Gremyaščij) è una classe di corvette missilistiche di fabbricazione russa, costruite a partire dagli anni duemiladieci presso i cantieri di San Pietroburgo e di Komsomolsk sull'Amur ed entrate in servizio a partire dal 2020 nei ranghi della Marina Russa.
Progettate quale potenziamento delle unità classe Stereguščij, hanno sofferto dell'embargo sulle componenti d'importazione impiegate nella costruzione di armamenti, imposto dal regime sanzionatorio comminato dalla comunità internazionale ai danni della Federazione Russa a seguito delle vicende legate all'annessione della penisola di Crimea.
Con alcuni anni di ritardo, la produzione è ripresa a seguito della sostituzione di tali componenti di produzione estera con omologhi di produzione domestica.
Dal 2016 sono iniziati i lavori di sviluppo su un ulteriore aggiornamento delle unità di questa classe, denominato Progetto 20386, che costituirà la nuova classe Merkurij.

## Storia
Il 15 dicembre 2020, il Ministero della difesa russo ha siglato un ulteriore ordine di 4 unità da destinare alla Flotta del Pacifico entro il 2028.
Il 29 dicembre dello stesso anno, entra in servizio la capoclasse.
Il 17 dicembre 2021 la prima unità prodotta in serie della classe, la Provornij, viene avvolta dalle fiamme. Le prime stime indicano che la nave sarà pronta per prendere il mare a seguito di lavori di ricostruzione che potrebbero durare fino a 5 anni.

## Caratteristiche
Le unità della classe Gremyaščij mantengono lo stesso armamento di base delle Stereguscij da cui derivano, seppur arricchito da unapiù folta dotazione missilistica costituità da 16 missili integrati nel sistema di difesa aerea Redut (versione navale dell'S-350) ed un lanciatore verticale universale ad 8 celle in grado di accomodare altrettanti Kalibr, Oniks o Zircon.

## Unità
| # | Nome       | Cantiere           | Impostata       | Varata         | In servizio      | Flotta              | Stato           | Note                                         |
| - | ---------- | ------------------ | --------------- | -------------- | ---------------- | ------------------- | --------------- | -------------------------------------------- |
| 1 | Gremyaščij | San Pietroburgo    | 1 febbraio 2012 | 30 giugno 2017 | 29 dicembre 2020 | Flotta del Pacifico | Attivo          |                                              |
| 2 | Provornij  | San Pietroburgo    | 25 luglio 2013  | 18 giugno 2024 |                  | Flotta del Pacifico | in allestimento | Danneggiata da un incendio il 17 luglio 2021 |
| 3 | Buyny      | Komsomolsk-on-Amur | 23 agosto 2021  |                |                  | Flotta del Pacifico | in costruzione  |                                              |
| 4 | Bystrij    | Komsomolsk-on-Amur | 1 luglio 2022   |                |                  | Flotta del Pacifico | in costruzione  |                                              |
| 5 | Razumnij   | Komsomolsk-on-Amur | 12 giugno 2022  |                |                  | Flotta del Pacifico | in costruzione  |                                              |
| 6 | Retivij    | Komsomolsk-on-Amur | 9 giugno 2023   |                |                  | Flotta del Pacifico | in costruzione  |                                              |

## Utilizzatori
Russia
- Voenno-morskoj flot